# Iochroma warscewiczii
Iochroma warscewiczii là loài thực vật có hoa trong họ Cà. Loài này được Regel mô tả khoa học đầu tiên năm 1855.